# Лодж, Оливер Джозеф
Сэр Оливер Джозеф Лодж (англ. Sir Oliver Joseph Lodge; 12 июня 1851[…], Сток-он-Трент, Стаффордшир — 22 августа 1940[…], Уилсфорд, Уилтшир) — английский физик и изобретатель, один из изобретателей в области радиосвязи.

## Жизнь
Родился в городке Пенкхалле под Сток-он-Трентом. Был старшим из восьми сыновей в семье торговца пластичной глиной (сырьё для керамики) Оливера Лоджа и Грэйс Лодж (Хит). Среднее образование получил в грамматической школе Адамса. Получил степень бакалавра (1875) и доктора (1877) Лондонского университета. С 1881 года — профессор физики и математики в Университетском колледже Ливерпуля. В 1899—1901 годах Оливер Джозеф Лодж являлся президентом Лондонского общества физиков.
С 1900 года — директор вновь открытого Бирмингемского университета. В 1902 году произведён в рыцари. В 1919 году вышел на пенсию.
В 1877 году Лодж женился на Мэри Фанни Александер Маршалл. В семье родилось двенадцать детей: Оливер Уильям Фостер (1878), Фрэнсис Броди (1880), Алек (1881), Лайонел (1883), Ноэл (1885), Вайолет (1888), Раймонд (1889), Хонор (1891), Лорна (1892), Нора (1894), Барбара (1896), Розалинда (1896).

## Изобретения и исследования
Лодж, назначенный в 1881 году профессором физики в Университетский колледж Ливерпуля, занимался исследованием предсказанных Дж. Максвеллом электромагнитных волн в свободном пространстве и для своих лекций разрабатывал методы и устройства для их обнаружения. Устройства, где электромагнитное воздействие сопровождалось смыканием электродов в искровом зазоре, он называл когерерами. Применив метод Бранли, он усовершенствовал его, а трубку с металлическими опилками тоже назвал когерером (у Бранли — «радиокондуктор»).
1 июня 1894 года в Лондонском королевском обществе Лодж прочитал свою знаменитую памятную лекцию «Работы Герца» с демонстрацией ряда физических приборов, свойств электромагнитных волн, табличных и фото материалов. Вскоре лекция была опубликована в самом известном научном журнале Nature:50—51.
14 августа 1894 года на заседании Британской ассоциации содействия развитию науки в театре Музея естественной истории Оксфордского университета Лодж и Александр Мирхед продемонстрировали приём электромагнитных волн от искрового передатчика, установленного в соседнем Кларендоновском корпусе на расстоянии 40 м. Созданный Лоджем прибор содержал когерер («трубку Бранли»), источник тока и гальванометр. Когерер для восстановления его чувствительности после срабатывания надо было периодически встряхивать. Для этого Лодж использовал включённый последовательно с когерером электрический звонок, вибрация которого после срабатывания передавалась когереру через элементы конструкции. Позднее Лодж использовал постоянно работающий ударник с часовым механизмом, не создающим (как звонок) электрических помех:54. Исследований в области практического применения своих наработок Лодж не продолжил, но вернулся к ним впоследствии. Его приёмное устройство взяли за основу и усовершенствовали А. С. Попов и Г. Маркони.
После опубликования сведений об аппаратуре Маркони (в июне 1897 года) Лодж одним из первых обозначил приоритетные притязания в статье «The history of the coherer principle» в ноябрьском номере журнала The Electrician:99.
16 августа 1898 года Лодж получил патент № 609154 на «использование настраиваемой индукционной катушки или антенного контура в беспроводных передатчиках или приёмниках, или в обоих устройствах». Таким образом, были созданы принципы настройки на нужную станцию. 19 марта 1912 Лодж продал этот патент компании Маркони. В 1943 году патент был поддержан решением Верховного суда США.
Лодж также изобрёл динамический громкоговоритель современного типа (1898) и электрическую свечу зажигания.
В области физической теории Лоренц отдавал ему приоритет в предсказании лоренцевского сокращения длины.
В социальной области он был сторонником идей фабианства (не-революционного социализма) и активным членом Фабианского общества; автор книги «Социализм и индустриализм» (1905).

## Лодж и спиритуализм
Лодж известен также по своим исследованиям жизни после смерти. Он начал изучать психические феномены (в основном, телепатию) в конце 1880-х, был членом «Клуба привидений». С 1901 по 1903 год был президентом Общества психических исследований. Написал книгу «Раймонд, или Жизнь и Смерть» о спиритических контактах со своим сыном Раймондом Лоджем после того, как тот в 1915 году в 25-летнем возрасте погиб на фронте во Фландрии. Параллель с другим знаменитым участником «Гоуст Клаба» А. Конан Дойлем, у которого на фронтах Первой мировой войны погибли брат, сын и два племянника, поразительна. Конан Дойль писал:

Описанные в огромном числе книг, рукописей и отчётов случаи, происшедшие с теми, кто пал на полях сражений, отличаются от историй, связанных с людьми, тихо почившими в бозе в мирное время: война придаёт их смерти особый драматизм. Величайшая из этих книг — «Раймонд» — принадлежит перу сэра Оливера Лоджа. Сэр Оливер Лодж — известный учёный и глубокий мыслитель, знаменит своим неординарным складом ума и величайшим талантом популяризатора. Его книга, переизданная затем в сокращённом варианте, до сих пор остаётся классическим произведением.

## Награды
- Медаль Румфорда (1898)
- Кельвиновская лекция (1914, 1928)
- Медаль Альберта (Королевское общество искусств)[3] (1919)
- Медаль Фарадея (1932)